# 군나르 라르손 (수영 선수)
칼 군나르 라르손(스웨덴어: Karl Gunnar Larsson, 1951년 5월 12일~)은 스웨덴의 은퇴한 수영 선수로 개인혼영에서 활약하였다.

## 경력
말뫼에서 태어난 라르손은 1972년 뮌헨 올림픽에서 400m 개인혼영 결승전에 나가 미국의 팀 매키에 0.002초 앞서 올림픽 기록을 깨고 우승하였다. 이런 타이밍의 정확성에 논쟁은 국제 수영 규칙이 이어서 바뀐 이유였고, 오늘날 수영 시간들은 1초의 100분의 1에서 측정된다.
그는 또한 200m 개인혼영에서 2분 07.17초의 세계 신기록을 세워 우승을 거두기도 하였다. 2년 일찍이 라르손은 바르셀로나에서 열린 유럽 선수권에서 3개의 금메달(200m-400m 개인혼영과 400m 자유형)과 1개의 은메달(200m 자유형)을 획득한 자신의 활약으로 스벤스카 다그블라데트 금메달이 수여되었다. 1973년 베오그라드에서 열린 세계 수영 선수권 대회에서 200m 개인혼영을 우승하였다.
자신의 경력 동안 라르손은 3개의 세계 기록과 8개의 유럽 기록들을 세웠다. 아르네 보리와 함께 그는 스웨덴의 사상 거대한 수영 선수로 숙고되었다. 1979년 국제 수영 명예의 전당에 헌액되었다.
1973년 은퇴하고 1980년까지 수영 코치로 일하였다. 후에 그는 잡다한 직업들을 가졌는 데 대부분 맥도날드와 스웨덴 수영 연맹(2000 ~ 05)에서 일하였고, 2003년 1년간 연기를 하기도 하였다. 1974년과 2004년 사이에 그는 라디오 방송국과 함께 비상근 수영 해설자로 일하였다.
그의 누나들 카린과 크리스티나도 또한 올림픽 수영 선수였다.

## 같이 보기
- 올림픽 수영 남자 메달리스트 목록
- 수영 자유형 400m 세계 기록 추이